# Rameau operáinak listája
Az alábbi táblázat Jean-Philippe Rameau (1683–1764) operáinak teljes listáját tartalmazza. Az RCT (Rameau Catalogue Thématique) Rameau műveinek tematikus számozási rendszere, amit Sylvie Bouissou és Denis Herlin állított össze.
| RCT | Cím                                | Műfaj               | Felvonás                                                     | Librettó | A bemutató dátuma                                                              | A bemutató helye                                                                         |
| --- | ---------------------------------- | ------------------- | ------------------------------------------------------------ | --- | ------------------------------------------------------------------------------ | ---------------------------------------------------------------------------------------- |
| 43  | Hippolütosz és Arikia              | tragédie en musique | öt felvonás                                                  | Simon-Joseph Pellegrin | 1733. október 1., átdolgozott változat: 1742. szeptember 11.                   | Párizs, Académie royale de musique (mindkét esetben)                                     |
| 56  | Samson                             | tragédie en musique | öt felvonás                                                  | Voltaire | 1734-re tervezve, előadatlan, elveszett                                        |                                                                                          |
| 44  | A gáláns Indiák                    | opéra-ballet        | prológ és négy felvonás                                      | Louis Fuzelier | 1735. augusztus 23., átdolgozott változat: 1736. március 10.                   | Párizs, Académie royale de musique (mindkét esetben)                                     |
| 32  | Castor és Pollux                   | tragédie en musique | öt felvonás                                                  | Pierre-Joseph-Justin Bernard | 1737. október 24.                                                              | Párizs, Académie royale de musique                                                       |
| 41  | Les fêtes d'Hébé                   | opéra-ballet        | prológ és három felvonás                                     | Antoine Gauthier de Montdorge | 1739. május 21.                                                                | Párizs, Académie royale de musique                                                       |
| 35  | Dardanus                           | tragédie en musique | prológ és öt felvonás                                        | Charles-Antoine Le Clerc de La Bruère | 1739. november 19.                                                             | Párizs, Académie royale de musique                                                       |
| 54  | La princesse de Navarre            | comédie-ballet      | három felvonás                                               | Voltaire | 1745. február 23.                                                              | Versailles, Théâtre du château                                                           |
| 53  | Platea                             | comédie lyrique     | prológ és három felvonás                                     | Jacques Autreau, átdolgozta Adrien-Joseph Le Valois d'Orville                                                                                                   | 1745. március 31.                                                              | Versailles, Théâtre du château                                                           |
| 39  | Les fêtes de Polymnie              | opéra-ballet        | prológ és három felvonás                                     | Louis de Cahusac | 1745. október 12.                                                              | Párizs, Académie royale de musique                                                       |
| 59  | Le temple de la gloire             | opéra-ballet        | eredetileg öt felvonás, átdolgozva: prológ és három felvonás | Voltaire | 1745. november 27., átdolgozott változat: 1746. április 19.                    | Versailles, Théâtre du château; átdolgozott változat: Párizs, Académie royale de musique |
| 40  | Les fêtes de Ramire                | acte de ballet      | egy felvonás                                                 | Voltaire | 1745. december 22.                                                             | Versailles, Théâtre de château                                                           |
| 38  | Les fêtes de l'Hymen et de l'Amour | opéra-ballet        | prológ és három felvonás                                     | Louis de Cahusac | 1747. március 15.                                                              | Párizs, Académie royale de musique                                                       |
| 60  | Zaïs                               | pastorale héroïque  | prológ és négy felvonás                                      | Louis de Cahusac | 1748. február 29.                                                              | Párizs, Académie royale de musique                                                       |
| 52  | Pigmalion                          | acte de ballet      | egy felvonás                                                 | Ballot de Sauvot, Antoine Houdar de la Motte Le triomphe des arts című műve után                                                                                | 1748. augusztus 27.                                                            | Párizs, Académie royale de musique                                                       |
| 58  | Les surprises de l'Amour           | opéra-ballet        | prológ és két felvonás, 1757-ben átdolgozva                  | Pierre-Joseph-Justin Bernard | 1748. november 27., átdolgozott változat: 1757. május 31. és 1758. október 10. | Versailles (1748), Párizs, Académie royale de musique (1757, 1758)                       |
| 49  | Naïs                               | pastorale héroïque  | prológ és három felvonás                                     | Louis de Cahusac | 1749. április 22.                                                              | Párizs, Académie royale de musique                                                       |
| 62  | Zoroastre                          | tragédie en musique | öt felvonás                                                  | Louis de Cahusac | 1749. december 5.                                                              | Párizs, Académie royale de musique                                                       |
| 29  | Acante et Céphise                  | pastorale héroïque  | prológ és három felvonás                                     | Jean-François Marmontel | 1751. november 18.                                                             | Párizs, Académie royale de musique                                                       |
| 46  | Linus                              | tragédie en musique | öt felvonás                                                  | Charles-Antoine Leclerc de La Bruère | 1752-re tervezve, előadatlan                                                   |                                                                                          |
| 42  | La guirlande                       | acte de ballet      | egy felvonás                                                 | Jean-François Marmontel | 1751. szeptember 21.                                                           | Párizs, Académie royale de musique                                                       |
| 34  | Daphnis et Eglé                    | pastorale héroïque  | egy felvonás                                                 | Charles Collé | 1753. október 30.                                                              | Fontainebleau, Théâtre du château                                                        |
| 47  | Lysis et Délie                     | pastorale           | egy felvonás                                                 | Jean-François Marmontel | 1753. november 6-ra tervezve, de előadatlan, elveszett                         |                                                                                          |
| 57  | SibarisLes Sibarites               | acte de ballet      | egy felvonás                                                 | Jean-François Marmontel | 1753. november 13.                                                             | Fontainebleau, Théâtre du château                                                        |
| 48  | La naissance d'Osiris              | acte de ballet      | egy felvonás                                                 | Louis de Cahusac | 1754. október 12.                                                              | Fontainebleau, Théâtre du château                                                        |
| 30  | Anacréon (1754)                    | acte de ballet      | egy felvonás                                                 | Louis de Cahusac | 1754. október 23.                                                              | Fontainebleau, Théâtre du château                                                        |
| 58  | Anacréon (1757)                    | acte de ballet      | egy felvonás                                                 | Pierre-Joseph-Justin Bernard | 1757. május 31.                                                                | Párizs, Académie royale de musique                                                       |
| 51  | Les Paladins                       | comédie lyrique     | három felvonás                                               | Jean François Duplat de Monticourt, Jean de La Fontaine Le petit chien qui secoue l'argent et des perrieres és Ludovico Ariosto Orlando furioso című művei után | 1760. február 12.                                                              | Párizs, Académie royale de musique                                                       |
| 31  | Les Boréades (Abaris)              | tragédie en musique | öt felvonás                                                  | Louis de Cahusac | előadatlan                                                                     |                                                                                          |
| 50  | Nélée et Myrthis                   | acte de ballet      | egy felvonás                                                 | | előadatlan                                                                     |                                                                                          |
| 61  | Zéphire                            | acte de ballet      | egy felvonás                                                 | | előadatlan                                                                     |                                                                                          |
| 45  | Io                                 | acte de ballet      | egy felvonás, befejezetlen                                   | | előadatlan                                                                     |                                                                                          |

## Fordítás
- Ez a szócikk részben vagy egészben  a   List of operas by Rameau című angol Wikipédia-szócikk ezen változatának fordításán alapul.  Az eredeti cikk szerkesztőit annak laptörténete sorolja fel. Ez a jelzés csupán a megfogalmazás eredetét és a szerzői jogokat jelzi, nem szolgál a cikkben szereplő információk forrásmegjelöléseként.